# Lioudmila Khvedossiouk-Pinaïeva
Lioudmila Iossifovna Khvedossiouk-Pinaïeva (en russe : Людмила Иосифовна Хведосюк-Пинаева, transcription anglaise : Lyudmila Khvedosyuk-Pinayeva), née le 14 janvier 1936 à Léningrad, est une kayakiste soviétique, triple championne olympique et sept fois championne du monde de sa discipline. Elle pratique la course en ligne.

## Palmarès

### Jeux olympiques
Khvedossiouk-Pinaïeva participe aux Jeux olympiques à trois reprises, reportant quatre médailles.
- Jeux olympiques de 1964 à Tokyo :
  -  Médaille d'or en K-1 500 m.

- Jeux olympiques de 1968 à Mexico :
  -  Médaille d'or en K-1 500 m.
  -  Médaille de bronze en K-2 500 m.

- Jeux olympiques de 1972 à Munich :
  -  Médaille d'or en K-2 500 m.

### Championnats du monde
Un total de dix médailles est remporté par Lioudmila Khvedossiouk-Pinaïeva lors des Championnats du monde de course en ligne, dont sept en or.
- Championnats du monde de course en ligne (canoë-kayak) 1963 à Jajce :
  -  Médaille d'or en K-4 500 m.
  -  Médaille d'argent en K-1 500 m.
  -  Médaille d'argent en K-2 500 m.

- Championnats du monde de course en ligne (canoë-kayak) 1966 à Berlin-Est :
  -  Médaille d'or en K-1 500 m.
  -  Médaille d'or en K-4 500 m.

- Championnats du monde de course en ligne (canoë-kayak) 1970 à Copenhague :
  -  Médaille d'or en K-1 500 m.

- Championnats du monde de course en ligne (canoë-kayak) 1971 à Belgrade :
  -  Médaille d'or en K-1 500 m.
  -  Médaille d'or en K-4 500 m.

- Championnats du monde de course en ligne (canoë-kayak) 1973 à Tampere :
  -  Médaille d'or en K-4 500 m.
  -  Médaille d'argent en K-2 500 m.